# La playa de los ahogados
La playa de los ahogados (en gallego, A praia dos afogados) es una película española de drama y suspense dirigida por Gerardo Herrero, adaptación de la obra homónima de Domingo Villar. Estrenada en octubre de 2015, está protagonizada por Carmelo Gómez. El rodaje se realizó en Nigrán y Vigo, con exteriores en la playa de Madorra y Panxón.

## Argumento

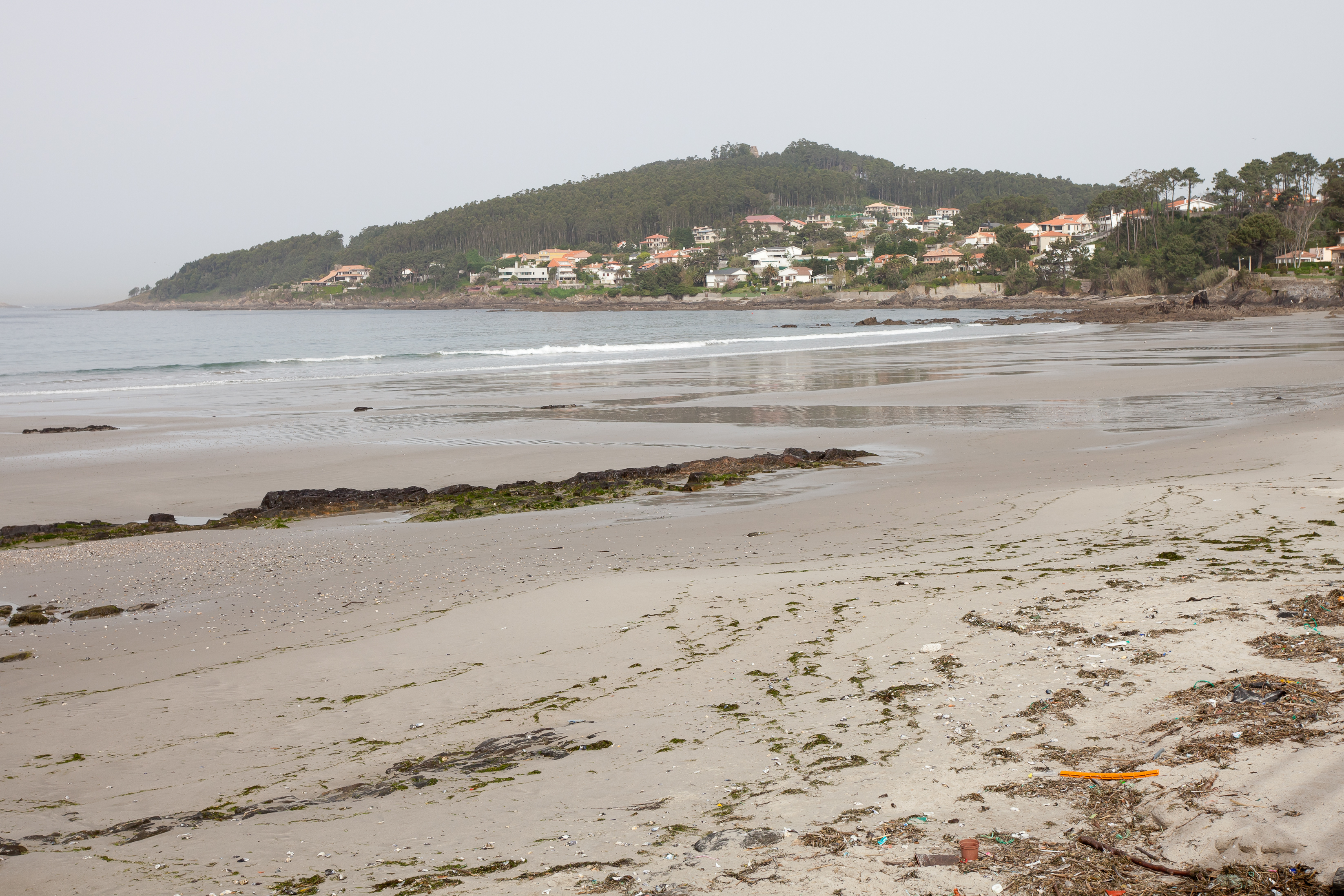
Playa de Madorra, uno de los escenarios de la película.

Una mañana, el cadáver de un marinero es arrastrado por la marea hasta la costa. Si no tuviese las manos atadas a la espalda, Justo Castelo sería otro de los hijos del mar que encontró la muerte entre las aguas mientras faenaba. Sin testigos ni pistas de la embarcación del fallecido, el lacónico inspector Leo Caldas se sumergirá en el ambiente marinero de la villa, tratando de solucionar el crimen.

## Reparto
- Carmelo Gómez como Leo Caldas.
- Luis Zahera como José Arias.
- Pedro Alonso como Marcos Valverde.
- Tamar Novas como Diego Neira (carpintero).
- Darío Loureiro como Diego Neira (joven).
- Marta Larralde como Alicia Castelo.
- Celia Freijeiro como Ana (mujer de Valverde).
- Antonio Garrido como Rafael Estévez.
- Lucía Regueiro como Rebeca Neira.
- Carlos Blanco como Hermida.
- Fernando Morán como Manuel Trabazo.
- Rosa Álvarez como Lola (mujer de Trabazo).
- Celso Bugallo como padre de Caldas.
- Déborah Vukusic como Clara García.
- Luis Iglesia como Guzmán Barrio (forense).
- Fran Peleteiro como Ferro.
- Vicente Montoto como Alberto (tío de Caldas).
- María Vázquez como Irene Vázquez (farmacéutica).
- Ernesto Chao como Somoza.
- Celso Parada como Dueño Eligio.
- Pepo Suevos como Subinspector Lanja.
- Belén Constenla como Veciña de Arias.
- Rei Chao como Antonio Sousa.
- Manolo Romón como médico del hospital.